# Dénes Ágnes
Dénes Ágnes (Agnes Denes) (Budapest, 1931. – ) magyar származású amerikai transzdiszciplináris, konceptuális művész, egyetemi tanár, a land art úttörője, az environmental art egyik legelső művelője. A különféle médiumokat és tendenciákat egybeolvasztó alkotó a műveit egyfelől a jövő generációinak is, akár a jövő civilizációnak szóló üzenetekként formálja. Művészete korunk klíma- és ökológiai válságában sajátos környezettudatos érzékenységről tanúskodik. A Rice/ Tree/ Burial with Time Capsule  (Rizs/ Fa/ Temetés időkapszulával) (1969–1979) című munkáját az environment egyik legelső példájaként tartják számon. Agnes Denes New Yorkban él és alkot.

## Pályafutása
Családja a második világháború alatt vándorolt ki Svédországba. A gyerekként még Budapesten élő Dénes Ágnes költő szeretett volna lenni, majd a történelem közbeszólt. Tizenévesen, Svédországban alkotta első környezeti-filozófiai munkáját Bird Project címen, melyben a vándormadarak közösségét, mint a világ migránsait, az emberekéhez hasonlította. Családjával pár év után az Egyesült Államokba költöztek, New Yorkban festészetet tanult a The New School egyetemen és a Columbia Egyetemen. Érdeklődése a természet- és társadalomtudományok felé fordult. Filozófiát, nyelvészetet, pszichológiát, művészettörténetet, irodalmat, zenét tanult, ismereteit vizuális művészeti alkotásaiban használta fel. 
Művészi tevékenységét költőként kezdte, költészete sajátos intellektuális tartalommal és formával bírt, melyet ő „vizuális filozófiának” nevezett. Az egymást követő nyelvváltások, a változó szemantikai és szintaktikus rendszerek vezették a nyelvek közti fordítási nehézségek, jelentészavarok vizsgálatához. Korai munkáiban számos ősi írásmódot – hieroglifáktól a logikai jelekig – helyezett egymás mellé, pl. bibliai részleteket morze írásjelbe ültetett át. 
Bár a vizuális művészet, az avantgárd vagy az akkor éledező absztrakt expresszionizmus érdekelte, de végül a festészetet a vászon korlátozott keretei miatt elhagyta, más médiumokon keresztül kifejezhető gondolatok foglalkoztatták.
Az 1960-as években analitikus jellegű Filozófia rajzok című sorozata után az 1970-es évektől jelentős sorozatai születtek: a Piramisok, az Izometrikus rendszerek izotropikus térben – térképvetületek, ezeken a nagy gonddal megformált grafikáin az emberi tudás mibenlétét és paradoxonjait jelenítette meg.
A hetvenes években az A.I.R. Gallery, az Egyesült Államok első, csak női tagokkal működő galériájának alapító tagja volt. Azóta több mint 600 kiállításon vett részt, 6 könyve jelent meg. A gyakran monumentális méretű alkotásai környezeti, kulturális és társadalmi témákkal foglalkoznak. 
Korai ökológiai munkája, melyet az egyik első helyspecifikus installációként tartanak számon, a Rice/ Tree/ Burial with Time Capsule (Rizs/ Fa/ Temetés időkapszulával) (1969–1979), a földdel való kapcsolatot vizsgálta a termőföldön, a magon, a temetkezésen és az időkapszulákon keresztül a jövővel való kommunikáció felé vezetve. Az installáció során New York állam egy helyszínén rizsszemeket ültetett el, melyekkel a környező fákat összekötötte és időkapszulát ásott el ugyanott.
Egyik emblematikus munkája a Wheatfield – A Confrontation (1982) (Búzamező – szembesítés) akció, mely a Public Art Fund támogatásával, önkéntesek bevonásával valósult meg, a hamis értékrendet ütköztette a valódi emberi értékekkel. Ekkor Manhattan déli csücskében, a jelenlegi Battery Park City akkori területén, a még álló ikertornyok közelében egy építési törmelékkel teli, kb. 8000 m²-es területet megtisztítottak, termőföldet hordtak rá, majd felszántották, búzával bevetették, végül learatták. Mindezt a felhőkarcolók tövében. A búza a Minnesota Museum of American Art által rendezett vándorkiállítás keretében jutott el a világ 28 városába 1987 és 1990 között. Az emberek kis csomagokban vitték el, és újra elültették a világ különböző pontjain. A szalmát a New York-i rendőrség kapta meg lovai számára.
Másik korszakalkotó projektje a Tree Mountain – A Living Time Capsule (Fahegy – egy élő időkapszula) (1982–1996), ahol egy matematikai képlet – az aranymetszés – és a napraforgómagoknak a virágon való elhelyezkedése alapján kialakított mintázat szerint tizenegyezer finn fenyőt ültettek el Finnországban tizenegyezer ember segítségével egy mesterséges dombon. Agnes Denes szavaival élve a „matematikai erdő” fáinak „túl kell élniük a jelenkort és életben maradásukkal át kell ültetniük elképzeléseinket egy ismeretlen jövőbeli korba”.

## Alkotásai közgyűjteményekben
Alkotásai, rajzai megtekinthetők többek között a Metropolitan Művészeti Múzeumban, ahol öt műve, a Modern Művészeti Múzeumban több mint tíz, a Whitney Múzeumban három alkotása az állandó gyűjtemény része. Ezen túlmenően a világ negyvennél is több múzeumának gyűjteményében láthatók, többek között a Smithsonian American Art Museumban, Nürnbergben a Kunsthalléban, Stockholmban a Moderna Museetben, Jeruzsálemben az Izrael Múzeumban.
Magyarországon 2008-ban a Ludwig Múzeum, 2024-25-ben a Szépművészeti Múzeum mutatta be munkáit. 

## Művei

### Vizuális filozófiai alkotásai

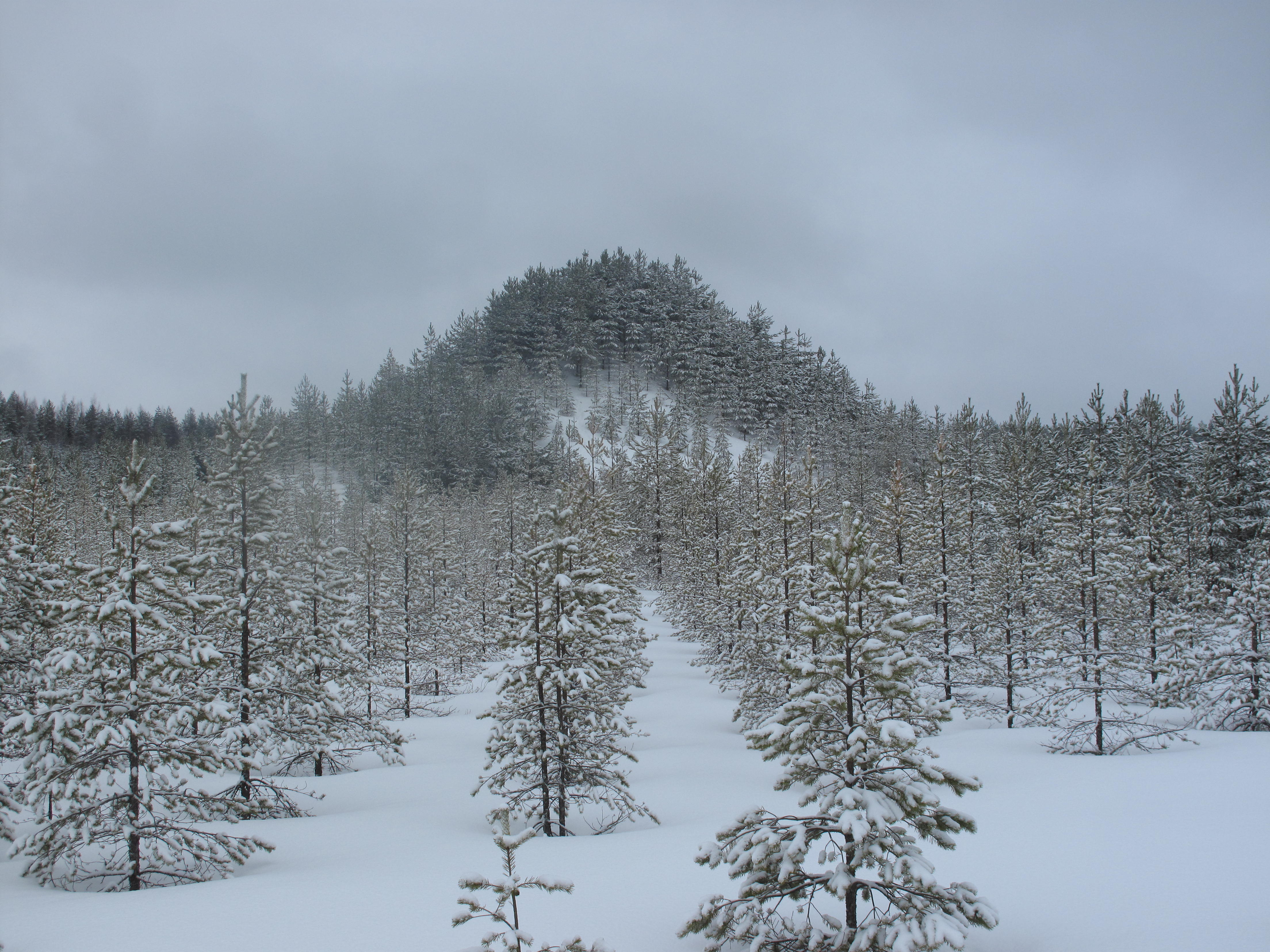
Tree Mountain – A Living Time Capsule (Fahegy - egy élő időkapszula) (1982–1996), Ylöjärvi

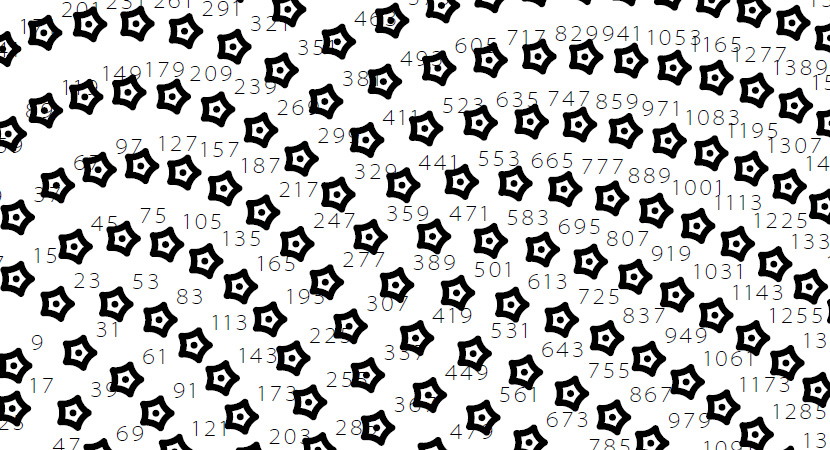
Tree Mountain – A Living Time Capsule (Fahegy - egy élő időkapszula) mintázata (mindegyik fának külön tulajdonosa van)

- Paradox and Essence (Philosophical Drawings), 1976, Tau/ma Press kiadásában Róma, Olaszország, angol és olasz nyelven[21]
- Sculptures of the Mind, 1976, University of Akron Press kiadásában, Akron, Ohio, 1000 számozott, 50 oldalas példány[22]
- Isometric Systems in Isotropic Space: Map Projections (from the Study of Distortions Series, 1973-1979), 1979. Visual Studies Workshop Press kiadásában Rochester, New York[23]
- Early Philosophical Drawings, Monoprints, and Sculpture, 1970-1973[24]

### Land art alkotásai
- Rice/Tree/Burial with Time Capsule (Rizs/Fa/Temetés időkapszulával) (1977–1979), Artpark Lewiston, New York
- Wheatfield – A Confrontation (Búzamező – szembesítés) (1982) New York
- Tree Mountain - A Living Time Capsule (Fahegy - egy élő időkapszula) (1996), Ylöjärvi, Finnország
- Nieuwe Hollandse Waterlinie (2000)
- The Living Pyramid (Élő piramis) (2015/2017), New York/Kassel

### Írásai
- Book of Dust: The Beginning and the End of Time and Thereafter, 1989 Visual Studies Workshop Press, Rochester, New York (A 200 oldalas, 1100 példányból 200 példány  eredeti, dedikált műalkotást tartalmaz.)
- The Human Argument, 2008 Spring Publications, Putnam, Connecticut[25]
- Poetry Walk—Reflections: Pools of Thought, 2000 Charlottesville, Va.: University of Virginia Art Museum